# Parsumah
La Parsumah est un petit territoire de Haute Mésopotamie (actuelle Turquie) sous l'autorité des mèdes au IVe et Ve av. J-C.